# Pablo Jáquez
Pablo Jáquez Isunza (ur. 29 września 1995 w mieście Meksyk) – meksykański piłkarz występujący na pozycji środkowego obrońcy, od 2024 roku zawodnik andorskiego Santa Coloma.